# Synixais banksi
Synixais banksi là một loài bọ cánh cứng trong họ Cerambycidae.